# シナノキ属
シナノキ属（シナノキぞく、学名：Tilia、和名漢字表記：科の木属、級の木属）はアオイ科（APG植物分類体系）の属の一つ。旧分類ではシナノキ科とされていた。
イギリスではlime treeと呼ばれるが、ライム（lime）とは関係ない。別名としてはリンデン(linden)、北米の種はバスウッド(basswood)と呼ばれる。

## 特徴
落葉高木。葉は互生し、葉先は細くとがり、基部はゆがみ、縁に鋭い鋸歯がある。しばしば葉や茎には星状毛がある。托葉は膜質になり、早く落ちる。葉と葉身の境が明確な葉柄がある。葉柄の基部の側方から集散花序を伸ばし、花をつける。狭長楕円形の総苞葉が目立ち、総苞葉の中部以下が花序の軸と合着し、果期に果序が落下する際には、合着した総苞葉とともに枝から離れるため、総苞葉がプロペラとなって種子散布に役立つ。
花は両性。萼片は5個。花弁は5個。雄蕊は多数あり離生する。花弁の内側に、ふつう5個の仮雄蕊がある。子房は5室あり、各々に2個の胚珠がある。花柱は細く伸び、柱頭は浅く5裂する。果実は球状または楕円形の堅果になり、裂開しないで中に1-2個の種子が入る。

## 分布
北半球の温帯に分布し、約30種知られ、日本にはシナノキなど数種分布する。

## 種

### 日本に分布する種
- ブンゴボダイジュ Tilia chinensis Maxim. var. intonsa (E.H.Wilson) Y.C.Hsu et R.Zhuge - 日本では、大分県の山地にまれに生育する[8]。
- シナノキ Tilia japonica (Miq.) Simonk. - 日本固有種。北海道、本州、九州に分布し、山地に生育する[4]。
  - シコクシナノキ（ケナシシナノキ） Tilia japonica (Miq.) Simonk. var. leiocarpa Nakai - 四国の山地に生育する[4]。
- ヘラノキ Tilia kiusiana Makino et Shiras. - 本州の紀伊半島・中国地方、四国、九州に分布し、山地に生育する[4]。
- マンシュウボダイジュ Tilia mandshurica Rupr. et Maxim. var. mandshurica - 環境省の絶滅危惧IA類(CR) に選定されている。日本では、岡山県、広島県、山口県に分布し、高地の谷間などの冷涼地にまれに生育する[9]。日本以外では、朝鮮半島、中国大陸（北部、東北部）に分布する[4]。
  - ツクシボダイジュ Tilia mandshurica Rupr. et Maxim. var. rufovillosa (Hatus.) Kitam. - 環境省の絶滅危惧IB類(EN) に選定されている。日本では、大分県の九重山周辺にまれに生育する[10]。日本以外では朝鮮半島にも生育する[4]。
  - エチゴボダイジュ Tilia mandshurica Rupr. et Maxim. var. toriiana T.Yamaz.
- オオバボダイジュ Tilia maximowicziana Shiras. - 北海道、本州の東北地方、北陸地方、関東地方北部に分布し、山地に生育する[4]。
  - モイワボダイジュ Tilia maximowicziana Shiras. var. yesoana (Nakai) Tatew. - 北海道、本州の東北地方に分布し、山地に生育する。ときに本州中部地方北部にも見られる[4]。
- ボダイジュ Tilia miqueliana Maxim. - 中国原産で、日本ではよく社寺に植栽されている[4]。
- ノジリボダイジュ Tilia × noziricola Hisauti - シナノキとオオバボダイジュの交雑種と考えられ、長野県と新潟県に見られる[4]。

### 上記以外の主な種
- アメリカシナノキ Tilia americana L.
- アムールシナノキ Tilia amurensis Rupr. var. amurensis
- フユボダイジュ Tilia cordata Mill.
- タケシマシナノキ Tilia insularis Nakai
- モウコシナノキ Tilia mongolica Maxim.
- ナツボダイジュ（ヨウシュボダイジュ、セイヨウボダイジュ） Tilia platyphyllos Scop.
- セイヨウシナノキ Tilia × europaea L.（シノニム：Tilia × vulgaris Hayne）[11]（別名：リンデン）

## 名前の由来
属名の Tilia は、ボダイジュに対するラテン語古名。語源は ptilon「翼」で、翼状の総苞葉が花序の軸と合着している様子から。属名の Tilia は繊維を意味するギリシア語 tilos とする説もある。ボダイジュ（菩提樹）は中国原産のシナノキ属の樹種で、日本にもたらされたとき寺院に植えられて日本での「菩提樹」になった。
釈尊は、菩提樹の下で悟りを開いたと言われているが、日本ではその菩提樹のことをインドボダイジュと呼んでいる。インドボダイジュは熱帯性の植物で、温帯の日本では生育しないということで、葉の形が似ているシナノキ科のTilia miquelianaを本物の代替品として菩提樹と呼び植栽している。
シナはアイヌ語の「結ぶ、縛る」を由来とする。シナの呼び名について、牧野富太郎は『日本植物図鑑』で、結ぶ、縛る、括るという意味のアイヌ語から来たものと解説しているが、知里真志保によると、アイヌ民族がロープの材料として重用したシナノキの内皮・繊維を nipes あるいは si-nipes とよび、ニは「木」、ペシは「もぎ取った裂片」、シは「本当の」を意味する言葉であり、シナノキの繊維素材が最も優れたことを示した言葉であるという。

### 逸話
古代ローマの詩人オウィディウスの神話集変身物語の中に登場するバウキスとピレモン夫妻の逸話にこの菩提樹（linden）が登場する。
バウキスとピレモンは愛し合っている夫婦。どちらか一方が死んだときは、死を共にしたいと願っていた。ある朝目覚めると、二人とも頭から葉っぱが生えており、二人は最後の日が来たことを悟る。次第に人間の姿が消え、大きな木へ変身していった。妻のバウキスは菩提樹に、夫のピレモンはオークの木になった。この二種類の樹木は相思相愛の象徴とされている。

## 用途
ヨーロッパでは古くから街路樹や公園樹として用いられており、広く親しまれている。有名なところではドイツのベルリンにある目抜き通りウンター・デン・リンデンで、街路樹の名がそのまま街路名になっている。

### 蜂蜜
香りの良い蜂蜜の蜜源として知られる。北海道では、シナノキTilia japonicaはニセアカシアと並び主要な蜜源となっている。

### 木材
材は合板、彫刻材、箱材などにする。
ヨーロッパでは、フユボダイジュ、ナツボダイジュ、セイヨウシナノキがリンデン材として木材に使われる。心材から辺材にかけて変わらない明るい色を持つ。これらの材は、柔らかく簡単に加工できることから主に楽器や盾、匙などの家事用の道具、彫刻に利用される。聖人の彫像用途で多用される事から「lignum sacrum」（ラテン語で「聖なる木」の意）と考えられていた。

### 薬用
セイヨウシナノキの乾燥させた花は、やや甘く粘着性があり、果実もやや甘い粘液を出す。この乾燥させた花は、ハーブティーとして飲まれる。花、葉、木、および木炭は、薬用目的で使用される。花の有効成分には、酸化防止剤として作用するフラボノイドや揮発性オイルが含まれ、植物には収れん作用をもつタンニンも含まれている。
リンデンの花は風邪、咳、発熱、感染症、炎症、高血圧、頭痛（特に片頭痛）、利尿薬（尿生成増加）、鎮痙薬（消化管に沿った平滑筋痙攣の軽減）鎮静剤として利用される。伝統的なオーストリア医学でのシナノキ種の花の茶は、呼吸の病気や風邪、発熱の治療に効果があるとしている。新しい研究によると、花には肝臓保護作用もある可能性が示されている。
木材は、肝臓および胆嚢疾患、蜂巣炎（皮膚および周囲の軟部組織の炎症）に使用される。 木炭は、腸障害を治療するために摂取され、下脚の潰瘍や潰瘍などの浮腫や感染症を治療するために局所的に使用されている。

### 食用
リンデンの若葉と芽は食用となる。